# Влк, Петр
Петр Влк (чеш. Petr Vlk, 7 января 1964, Гавличкув-Брод, Чехословакия) — бывший чешский хоккеист, нападающий. Бронзовый призёр чемпионата мира 1987 года.

## Биография

### Клубная карьера
Петр Влк начал свою карьеру в 1984 году, дебютировав в чемпионате Чехословакии за йиглавскую «Дуклу». В первый же год он выиграл золото чехословацкого чемпионата. В 1991 году Влк во второй раз стал чемпионом, после чего уехал в Швейцарию, где играл 3 сезона за «Херизау». Вернувшись в «Дуклу», отыграл за команду 5 лет в чешской Экстралиге. С 1999 по 2001 год играл в соседней Словакии. В 2001 году стал чемпионом словацкой Экстралиги в составе клуба «Зволен». В 2001 году вернулся в Чехию, играл еще 2 года за «Гавличкув-Брод» и «Дуклу», где и завершил игровую карьеру в 2003 году.

### Сборная Чехословакии
С 1986 года Петр Влк играл за сборную Чехословакии. В 1987 году стал бронзовым призёром чемпионата мира. Также принимал участие в Кубке Канады 1987 года, на Олимпийских играх 1988 года и на чемпионате мира 1991 года.

### Тренерская карьера
После завершения карьеры хоккеиста стал тренером. С 2003 по 2007 год тренировал «Дуклу», потом 3 года работал в «Оломоуце». С 2010 года является главным тренером клуба чешской первой лиги «Дуклы». В 2017 году вывел йиглавскую команду в Экстралигу после 12-летнего отсутствия в элите чешского хоккея. Но через год команда снова выбыла в первую лигу. Начало сезона 2019/2020 получилось для «Дуклы» неудачным, по этой причине руководство клуба решило расстаться с Влком после 9 лет совместной работы. Всего Петр Влк провёл 794 игры в качестве главного тренера «Дуклы».

## Достижения

### Командные
Чемпион Чехословакии 1985, 1991
 Чемпион Словакии 2001
 Серебряный призёр чемпионата Чехословакии 1986, 1987
 Бронзовый призёр чемпионата мира 1987
 Бронзовый призёр чемпионата Чехословакии 1988

### Личные
- Лучший хоккеист плей-офф чемпионата Чехословакии 1991
- Лучший ассистент словацкой Экстралиги 2000 (40 передач) и 2001 (46 передач)

## Статистика
- Чешская экстралига / Чехословацкая первая лига — 504 игры, 383 очка (187 шайб + 196 передач)
- Словацкая экстралига — 118 игр, 124 очка (37+87)
- Швейцарская национальная лига Б — 111 игр, 162 очка (83+79)
- Чешская первая лига — 28 игр, 17 очков (6+11)
- Чешская вторая лига — 30 игр, 27 очков (10+17)
- Евролига — 5 игр, 3 очка (1+2)
- Сборная Чехословакии — 87 игр, 14 шайб
- Всего за карьеру — 883 игры, 338 шайб

## Семья
Петр Влк женат. Его сын, Петр Влк-младший с 2006 по 2013 год играл в хоккей на позиции нападающего.